# ジャミラ (ウルトラ怪獣)
ジャミラは、特撮テレビドラマ『ウルトラマン』をはじめとする「ウルトラシリーズ」に登場する架空の怪獣。別名は棲星怪獣（）。

## 『ウルトラマン』に登場するジャミラ
『ウルトラマン』第23話「故郷は地球」に登場。
元々は、宇宙開発競争が頻発した時代に某国が打ち上げた人間衛星に乗る宇宙飛行士「ジャミラ」であり、正真正銘の地球人であった。事故に遭って水や空気のない惑星へ不時着し、救助を待つ間にその異常な気候風土に身体が適応して皮膚が粘土質に変化した結果、ずっと欲していた水を不要として生きられる怪獣と化した。ミッションの失敗を国際批判されることを恐れて事故を隠蔽し、救助を出さず自分を見捨てた母国へ復讐するため、修理・改造を施して常人には視認不可能な高速回転を可能とした見えないロケット（不可視の円盤）で地球へ帰還し、国際平和会議の出席者たちを乗せた旅客機や船舶を乗機からの攻撃で次々と墜落させるが、科学特捜隊にスペクトルα・β・γ光線で乗機の位置を見破られて撃墜され、その姿を現す。最大の武器は、口から吐く100万度の高熱火炎（サッチファイヤー）と、インドゾウの5千倍の腕力。
前述の適応ゆえに火や熱には強いが、水が最大の弱点となっている。科特隊やウルトラマンとの戦闘に入ると、アラン隊員を介して「ジャミラが元は人間だった事実を公表せずにあくまでも1匹の怪獣として倒せ」とパリ本部からの命令を受けた科特隊による人工降雨弾には苦しみながらも耐えきる。しかし、ウルトラマンのウルトラ水流には耐えられず、這いつくばって国際平和会議会場の万国旗を潰し、絶命する。
その後、国際平和会議会場の傍らには生前の功績を称えた後述の墓碑が建てられるが、それを見たイデ隊員は「犠牲者（ジャミラ）に対する人間のエゴにすぎない」と唾棄し、最後にジャミラの鳴き声で本話は締められた。
- スーツアクター：荒垣輝雄[出典 5]
- 名はアルジェリアの独立運動家であるジャミラ・ブーパシャから取られており[16]、彼女を扱ったノンフィクションの書籍『ジャミラよ朝は近い』[注釈 5]をヒントにしたという[18]。また、劇中でジャミラの正体を最初から知っていたのがアラン隊員のみである、ジャミラの墓碑銘がフランス語で綴られている[注釈 6]など、劇中での一連の件にはフランスが深く関与していたことが前述のヒントによって示唆されている。
- ジャミラの断末魔の悲鳴は、人間の赤ん坊の泣き声を加工したもの[16]。
- 番組終盤に一瞬写る墓碑銘の記載によれば、ジャミラの生没年は1960年 - 1993年とされている。
- 本話で監督を務めた実相寺昭雄は、後年に監督を担当した映画『実相寺昭雄監督作品ウルトラマン』にも組み込み、劇場公開されている。予告でのクレジットは「せい星怪獣 ジャミラ」。
- デザイン担当は成田亨。頭部と同等の高さに配置された肩、変形させた人体のシルエットを崩したプロポーションや、干からびたイメージで構成された全身など、人が中身に入った着ぐるみにおける制約への挑戦を意図していたとされる[出典 6]。脚本では、頭部以外が鱗に覆われ、関節から炎が噴き出しているという描写であった[9][19]。特徴的な外見は、こぞって放送当時の子供たちが衣服の丸首の部分を頭に引っかけて真似されることがあった[11][20][注釈 7]。
- 造型は高山良策が担当した[16]。第9話「電光石火作戦」に敏男役で出演していた山村哲夫は、フォームラバーの一枚成形であったと証言している[16]。
- 準備稿ではウルトラマンとの戦闘中でもつれ合い、海中に落ちるという展開であった[16]。
- 悲劇的なシナリオで知られる怪獣である反面、かつてジャミラを見捨てた某国とは無関係な人々の旅客機を墜落させる、民家を焼き払う、国際平和会議会場を破壊するなど、無差別の殺戮や破壊活動を行ったことは事実であり、その点からジャミラを一方的に被害者として扱うことには否定的な見解が語られることもある[注釈 8]。劇中でも、ジャミラの理不尽な破壊活動に憤ったイデの叫びに、ジャミラが一瞬我に返ったかのように破壊を止めて立ち止まるシーンが入っており、復讐によって「被害者」が「加害者」に転じる不条理をも描いている。
- 劇中でジャミラの目から光が消えるシーンは断線による想定外のアクシデントだったが、特技監督の高野宏一は「この方がジャミラの悲しみをより表現できる」と瞬時に判断し、撮影を続行した。結果的に、この演出は大成功となる[25]。また、ウルトラマンのスーツアクターを担当した古谷敏によれば、撮影はリハーサルなしのぶっつけ本番だったうえ、ジャミラの絶命シーンは荒垣が鬼気迫るほどの熱演を見せてくれたことから尊敬の言葉しか見つからず、後年に見返しても涙が出てきてしまうという[26]。

### 資料での記述
『21世紀ウルトラマン宣言』では、ジャミラの身体が変貌した理由についての仮説が詳述されている。顔と肩と首が一体化したのは、肩に作った脂肪の瘤（）でラクダのように水分と脂肪を蓄えるためではないかとされ、眼球の窪みは日差しや砂漠の砂から目を護るためではないかとされている。
『ウルトラマンメビウス』における資料の一部では、CREW GUYSの保有するアーカイブドキュメント「ドキュメントSSSP」からジャミラに関する記録が大幅に削除されていることが示唆されている。また、朱川湊人の小説版『ウルトラマンメビウス アンデレスホリゾント』では、ジャミラの死後にアラン（同作でのフルネームは「アラン・ビロッツ」）が科特隊を除隊してジャーナリストとなり、一連の事件の告発書籍『故郷は地球』を出版したものの、某国やフランス当局から起訴や冤罪などの妨害を受けて絶版に追い込まれたことが語られている。

## 『ウルトラマンパワード』に登場するジャミラ
『ウルトラマンパワード』第6話「宇宙からの帰還」（米国版サブタイトル：A FATHER'S LOVE「父の愛」）に登場。玩具などではパワードジャミラの名称が用いられている。
木星探査船「ジュピターIV」の宇宙飛行士で、W.I.N.R.隊員ジュリー・ヤングの姉婿でもある、ジャミラ・ミラー空軍少佐（演 - フィリップ・スチュアート / 声 - 辻親八）が木星付近で青く光る玉（光の生命体）に憑依され、怪獣化した。宇宙服と融合したような外見は『ウルトラマン』の登場個体からかけ離れたものであるが、肩と頭部が一体化して頸のない体形などは踏襲されている。鋭い爪と巨大な腕が武器。
「人間の心を失ってしまう前に愛娘のカレン（演 - マリッサ・セオドア / 声 - 岡村明美）に生きて再会したい」という強い思いで地球に帰還し、人間の心が残っている間は短時間であれば人間の姿を保っていられたが、青く光る玉に心身を侵食されていくにつれ、徐々に精神が怪獣化してゆく。最終的には自身を軍事利用するためにカレンを拉致した国家保安局への憎悪と憤怒から完全に怪獣化し、保安局のエセックス大佐（演 - ジョン・マッカーン / 声 - 有本欽隆）とその部下ダン（演 - スティーブン・クレーマー / 声 - 水野龍司）ともう1人の部下（演 - ジェシー・コインズ / 声 - 荒川太郎）が乗る自動車を踏み潰し、殺害する。その後、ウルトラマンパワードと交戦し、カレンの必死の訴えで人間の心を取り戻すが、このまま怪獣として生きることに耐えられなくなったジャミラはパワードに自分の殺害を依頼し、メガ・スペシウム光線を浴びて消滅する。
父の死に際を見届けたカレンは、彼の怪獣化の原因を調査して同じことを繰り返さないようにするため、宇宙飛行士になることを決意する。
青く光る玉の詳細は大量のチタンを含むこと以外は不明であるが、テレサは「ウルトラマンと同じタイプの生物かもしれない」という仮説を立てており、彼女は「家に帰ってもいい」とジャミラに語りかけていたらしい。
- デザインは前田真宏[33][34]。自らを改造したというイメージでH・R・ギーガーを意識しており[33]、その肉体改造の恐さを出すため、背中のパイプが描かれた[35]。憎しみの心に駆られ、人間性が剥落していく様子をひび割れているイメージで描いており[35]、顔を廃してスリットの間から目を見せることで悲しみの表情の演出を意図している[33]。デザイン画では初代同様、体表にヒビが入っていた[33]。前田は実相寺昭雄がこのデザインに対して怒っていたということを、樋口真嗣を通して伝え聞いている[33]。前田は後年のインタビューでデザイン自体は気に入っているが、原典への理解が足りず若気の至りであったとする旨を述べている[34]。
- 企画段階では「ジャミラ・ミラー」という名称候補があった[36]。
- 『テレビマガジン』に掲載された漫画版では、生存したままパワードによって宇宙へ運ばれるというラストを迎える。

## 『ウルトラマン THE FIRST』に登場するジャミラ
漫画『ウルトラマン THE FIRST』の第2部「さらばウルトラマン」EPISODE.2「怪獣墓場」に登場。
テレビ版『ウルトラマン』とは異なり、怪獣墓場を探索していた国際宇宙開発ステーションの乗組員であるジャミラがバルタン星人配下のブルトンに拉致され、バルタン星人による改造で怪獣と化したもの。原作とは異なる経緯ゆえに地球人に手を出すことはないが、送り込まれた地球にてウルトラマンにバルタン星人と「黒い恐怖」であるゼットンの脅威を伝えた直後、事情を知らないイデのマルス133による攻撃で致命傷を受け、死亡する。死後、ジャミラの正体は科特隊を除いて隠蔽され、「怪獣ジャミラ」として処理されることになり、イデの心に影を落とす。

## その他の作品に登場するジャミラ
- 『ウルトラファイト』第22話では、「故郷は地球」の映像を再編集する形で登場。作中では「宇宙怪人 ジャミラ」と呼ばれる。
- 『ウルトラマンタロウ』第25話では、かつてエンペラ星人に率いられて光の国を襲撃した怪獣軍団の1体として姿が確認できる。
- 『ウルトラゾーン』第14話の怪獣漫才のコーナーでは、キリエロイドIIと「ジェネレーションギャップス」という漫才コンビを組んで登場する[37]。また、第5話のアイキャッチにも、波打ち際で女性と戯れるジャミラの姿が描かれている[38]。
- ゲーム『PDウルトラマンバトルコレクション64』では、フィールド上の雑魚敵およびプレイヤーキャラクターとして登場。原作同様の火炎放射のほか、毒ガス攻撃なども可能。また、ジャミラと同系統のオリジナル怪獣「ゴルミラ」も登場する。こちらはジャミラとは異なり、水が弱点ではない。
- 絵本『KAIJU STEP』では、雨を嫌って傘と長靴を好む「ジャミちゃん」として登場[39]。それを原作としたショートアニメ『かいじゅうステップ ワンダバダ』での声は田中裕二（爆笑問題）[40]。
- 映画作品
  - 『新世紀2003ウルトラマン伝説 THE KING'S JUBILEE』では、ウルトラマンキングの誕生日を怪獣たちと共に祝福する。
  - 『大怪獣バトル ウルトラ銀河伝説 THE MOVIE』では、百体怪獣ベリュドラの首を構成する怪獣の1体となっている[41]。
- 漫画作品
  - 『かがやけ ウルトラの星』では、怪獣軍団の一員として登場。メトロン星人に率いられて九州地方に出現し、ゾフィーと戦う。のちに他の怪獣たちと合流してウルトラ兄弟と戦うが、新ウルトラマンにウルトラダブルで倒される。なお、出現する際にはブラックキングやエレキング、シーゴラスやアーストロンなどと共に海中から歩いて上陸する姿が描かれており、原典での「水が弱点」という設定は無視されている。
  - 『ウルトラ忍法帖』では、アラビアの「ガラダマ王国」の国王・「ガラモン三世」の使い（デザインは『ウルトラマン』準拠）として登場。その後、『ウルトラマンパワード』デザインのジャミラも異世界の侵略者集団「虓魔衆」の「雷鬼ジャミラ」として登場する。
  - 『酩酊! 怪獣酒場』では、怪獣酒場の客として登場する。出自は原典と同様であるが、怪獣化してからの長い年月で人間社会を客観視し、裏切り裏切られのエゴイズムで成り立つ哀れな関係として理解した結果、憎しみは消え失せている。
  - 『ウルトラ怪獣擬人化計画』
    - 『ギャラクシー☆デイズ』では、原典同様に水が弱点（命に関わるレベルであるが、バケツ1杯分なら平気らしい）であるが、気の強い性格であるため、ゴモラに対して「水なんか怖くない」と発言している。水同様に熱湯も弱点である一方で、皮膚は耐火性能が高く火には強いが、ゼットンの火球など1兆度ほどの火には堪えられない。スカイドンとは仲がいい。
    - 『feat.POP Comiccode』では、原典でウルトラマンに倒された本人が女子高生として生まれ変わったという設定がなされており、元人間が怪獣化を経て再度少女になるという状況に自ら言及している。身体的に水に触れても平気となったがトラウマとして残っており、顔にシャワーを浴びせられたり泥パックを塗ったりしてパニックに陥った。また、地球へ帰りたがっているもののアクシデントで叶わないなど、たびたび不幸な目に遭わされている。
- 小説作品
  - 『ウルトラマンギンガS』のパラレルワールドを舞台とした外伝短編小説「マウンテンピーナッツ」では、スパークドールズから実体化した怪獣として登場。ウルトラマンタロウ（SD）からジャミラの正体を知らされていた久野千草は躊躇しながらもウルトラマン（SD）に変身する。環境保護団体『マウンテンピーナッツ』の司令官・原動はジャミラを「開発の名の下に宇宙環境を破壊し、地球環境をも破壊する愚かな人間」として糾弾し、メテオールを使用した水爆弾や放水で集中攻撃する。死亡する際のジャミラは確かに人間の心を残しており、その壮絶な死に様を見た千草はウルトラマンとして戦うことを止めたいと考えるまでに追い詰められてしまう。
  - 『ウルトラマンF』では、某国の元帥と呼ばれる男が躁躁と鬱鬱によってジャミラの細胞を投与されたことから、ジャミラに変化する。自動プログラムの水流射出装置によって脅され、躁躁と鬱鬱の支配下に置かれている。巨人兵士Fと闇の巨人が戦闘に入った際、ダークメフィストとなった躁躁が余興として呼び出すが、井出隊員の放ったマルス133によって倒される。
- アニメ作品
  - ショートアニメ『Peeping Life×怪獣酒場 かいじゅうたちがいるところ』[42]では、第2話・第7話に登場。第2話の登場個体はダダとバンドを組んでおり、レコード会社から勧誘されたダダを送り出すため、解散を持ちかけた。第7話の登場個体は怪獣酒場の新人アルバイターであり、水が苦手なことを隠して皿洗いを担当していたが、ゴモラに配置換えを要求した。
  - テレビアニメ『SSSS.GRIDMAN』第2話では、新条アカネの部屋の棚にパワードジャミラのフィギュアが飾られている[43][44]。
- CM
  - 2006年のパチンコ『CRぱちんこウルトラマン』（京楽産業.）のCMでは、バルタン星人をはじめとする宇宙人に操られ、町を破壊する。
  - 2009年の自動車「ステップワゴン スパーダ」 (HONDA) のCMでは、スパーダを恐れて他の怪獣と共に道を空ける役で出演している。
  - 2014年のオリーブオイル農園「天草オリーブ園AVILO」（九電工フレンドリー）の化粧品CMでは、優しさと美しさを保つウルトラの母とは対照的に乾燥ひび割れ肌を持つ怪獣として出演し、オリーブの実を掌から落としてしまう[45]。
  - 2017年の清涼飲料水「GREEN DA・KA・RA やさしい麦茶」（サントリー）のCMでは、なぎさちゃんの歌で彼女の挙げる母の一例として出演し、エプロン姿で炎を吐いている[46]。
- グッズ
  - 2011年から2013年にかけて展開された『おとなりのかいじゅう』シリーズ[47]では、宮川アジュによってリデザインされたジャミラがラインナップに加わった。好きな場所は自宅、趣味は天体観測・PC・デジカメ、好きな食べ物はスルメとカロリーメイト、好きな言葉はフルハイビジョン[48]。フィギュアなどの商品が各種販売されているほか、公式サイトなどで公開されているミニムービーにも登場している[49]。
  - 2015年、バンダイよりカプセルトイ「水際のジャミラ」として発売[50]。発売に際し、アダルト作品などで有名な「例のプール」をジャミラが訪れるというプロモーション映像が制作された[51]。
  - 2016年に宮城県の「肴処 やおよろず」とのコラボ商品「ジャミラー油」として発売された[52][53]。
  - 2016年に福島県の「人気酒造」とのコラボ商品「ジャミラの白ワイン」として発売された[54][55]。

## 評価
- 『ウルトラマン』でフジ・アキコ役を演じた桜井浩子は、「私はやっぱり怪獣ではジャミラが好き」[56]、「（本話の撮影で台本をもらった当時に）私はいい番組に出ているなと初めて思いました」と述べている[57]。
- 『ウルトラギャラクシー大怪獣バトル』ならびに続編『ウルトラギャラクシー大怪獣バトル NEVER ENDING ODYSSEY』でレイ役を演じた南翔太は、インタビューに「報われなかった怪獣を1匹ずつ仲間にし、更正させて帰したい」との願望を答え、その一例にジャミラを挙げている[58]。その後、2010年11月28日に開催された『ファミリー劇場presents ウルトラマンとすごそう！クリスマスパーティー2010』[59]のステージでは、カオスダークネスに操られてウルトラマンゼロを一度は倒したジャミラをレイが救い、ネオバトルナイザー内で身体の傷も癒すという展開が描かれ、上述の希望が実現された。
- 『週刊実話』は、ジャミラがウルトラ水流によって倒されたことに対するパワードジャミラのメガ・スペシウム光線による敗北について、「やっぱ、水じゃかっこ悪いもんね…」と評している[60]。
- 漫画家のやくみつるはウルトラマンのスーツアクターを担当した古谷敏との対談にて、ジャミラのスーツアクターを担当した荒垣輝雄の演技力を「主演男優賞ものの演技」と高く評価したほか、「全39話中、唯一、ウルトラマンが助演に回った戦いとも言える」と述べている[61]。また、古谷も「全39話中、ジャミラとの戦いが一番辛かった」「ウルトラマンを越え、古谷敏というひとりの人間としても辛かった」「正論がすべて善かといえば、そうではないとの想いが拭い去れなかった」と評している[62]。

## 補足
- 映画『真夜中のカーボーイ』では、ジャミラがテレビ画面に映るシーンがある[63]。
- 神奈川県川崎市にて2014年3月14日から1年間限定で営業していた当時の居酒屋「怪獣酒場」には、来店者が地球防衛隊員やヒーローに変身する能力があるかを確かめる「ジャミラの真実の口」が設置されている[64]。
- トラックメイカーのluvisは、ジャミラの物語を重ね合わせて恋愛を描いたデジタルシングル「jamila」を2021年5月26日に発表している[65][66]。